# Betylua

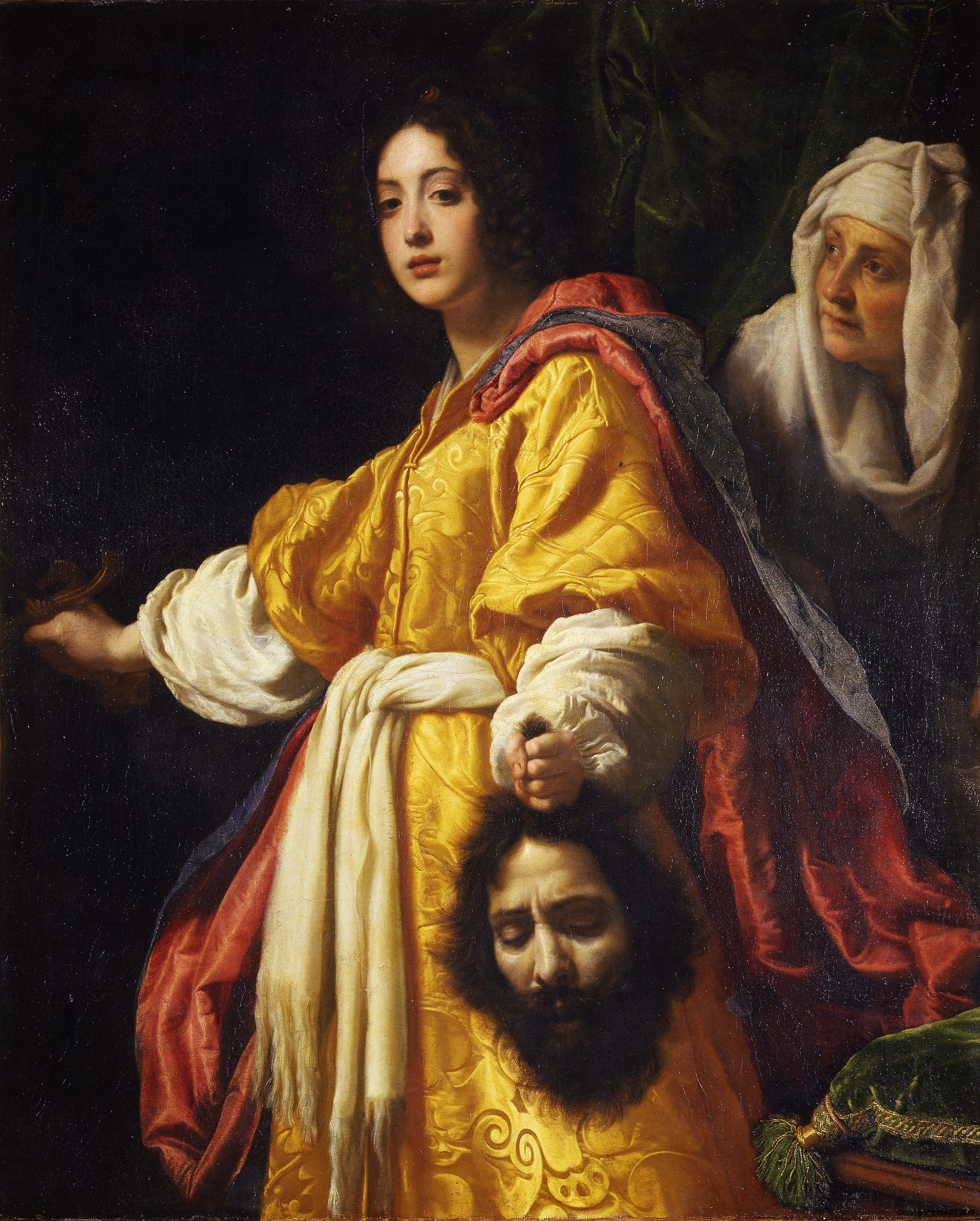
Judit med Holofernes huvud, av Cristofano Allori, 1613.

Betylua (äldre bibelöversättningar Betulia) är en biblisk stad vars befrielse av änkan Judit, när den belägrades av Holofernes, utgör berättelsen i Judits bok.
Staden låg söder om Jezreelslätten, i närheten av det gamla Dotan.[källa behövs]